# Batman en otros medios
El personaje de DC Comics, Batman ha sido adaptado a varios otros medios de comunicación desde su primera aparición en Detective Comics #27 en mayo de 1939. Batman ha sido el personaje principal en nueve series animadas y una serie de acción en vivo, así como protagonizó nueve películas de acción en vivo y dos películas animadas. Entre las de acción en vivo, se encuentran las dos películas dirigidas por Tim Burton, Batman (1989) y Batman Returns (1992), ambas protagonizadas por Michael Keaton. Joel Schumacher dirigió las otras dos películas de la serie, Batman Forever (1995) y Batman y Robin (1997), protagonizadas por Val Kilmer y George Clooney respectivamente. Otra saga fue dirigida Christopher Nolan y protagonizada por Christian Bale, que consta de tres películas: Batman Begins (2005), The Dark Knight (2008) y The Dark Knight Rises (2012). Batman también es uno de los personajes principales en The Lego Movie (2014), cuya voz fue prestada por Will Arnett. En 2016 se estrenó la película Batman v Superman: Dawn of Justice siendo protagonizada por Henry Cavill como Superman y Ben Affleck como Batman.

## Películas de cine
Un número de películas de cine sobre Batman han sido hechas. También ha habido varios proyectos durante el período entre Batman y Robin y Batman Begins.
- 1943: Batman, un serial de 15 capítulos protagonizado por Lewis Wilson como Batman y Douglas Croft como Robin.
- 1949: Batman y Robin, un serial de 15 capítulos protagonizado por Robert Lowery como Batman y Johnny Duncan como Robin.
- 1966: Batman, película basada en la serie de televisión contemporánea Batman; protagonizada por Adam West como Batman, Burt Ward como Robin, Cesar Romero como el Joker, Burgess Meredith como el Pingüino, Frank Gorshin como el Acertijo y Lee Meriwether como Gatúbela.
- 1989: Batman, dirigida por Tim Burton; protagonizada por Michael Keaton como Bruce Wayne / Batman, Jack Nicholson como Jack Napier / The Joker y Kim Basinger como Vicki Vale.
- 1992: Batman Returns, dirigida por Tim Burton; con Michael Keaton repitiendo su papel de Bruce Wayne / Batman, Michelle Pfeiffer como Selina Kyle/Catwoman, Danny DeVito como el Pingüino y Christopher Walken como Max Shreck.
- 1993: Batman: la máscara del  fantasma, una película animada conectada con Batman: la serie animada; protagonizada por Kevin Conroy como Batman, Mark Hamill como el Joker, y Dana Delany como Andrea Beaumont / el Fantasma.
- 1995: Batman Forever, dirigida por Joel Schumacher; protagonizada por Val Kilmer como Bruno Díaz / Batman, Chris O'Donnell como Ricardo Tapia / Robin, Nicole Kidman como Chase Meridian, Tommy Lee Jones como Harvey Dent / Dos Caras y Jim Carrey como Edward Nygma / El Acertijo.
- 1997: Batman y Robin, dirigida por Joel Schumacher; protagonizada por George Clooney como Bruno Díaz/Batman, Chris O'Donnell como Ricardo Tapia/Robin, Alicia Silverstone como Barbara Wilson / Batichica, Arnold Schwarzenegger como el Sr. Frío, Uma Thurman como Hiedra Venenosa y Robert Swenson como Bane.
- 2005: Batman Begins, dirigida por Christopher Nolan; protagonizada por Christian Bale como Bruce Wayne / Batman, Michael Caine como Alfred Pennyworth, Gary Oldman como Teniente James Gordon, Katie Holmes como Rachel Dawes, Liam Neeson como Henri Ducard / Ra's al Ghul, Cillian Murphy como Jonathan Crane / Scarecrow y Morgan Freeman como Lucius Fox.
- 2005: The Batman vs. Drácula, una película animada directamente a DVD conectada con The Batman; protagonizada por Rino Romano como Batman, Peter Stormare como el conde Drácula, Tara Strong como Vicki Vale, Tom Kenny como el Pingüino, Kevin Michael Richardson como el Joker y Alastair Duncan como Alfred.
- 2008: The Dark Knight, dirigida por Christopher Nolan; protagonizada por Christian Bale como Batman, Michael Caine como Alfred, Gary Oldman como James Gordon, Maggie Gyllenhaal como Rachel Dawes, Aaron Eckhart como Harvey Dent / Dos Caras, Heath Ledger como The Joker y Morgan Freeman como Lucius Fox.
- 2012: The Dark Knight Rises, dirigida por Christopher Nolan; protagonizada por Christian Bale como Batman, Michael Caine como Alfred, Gary Oldman como James Gordon, Anne Hathaway como Selina Kyle / The Cat, Joseph Gordon-Levitt como Robin John Blake, Tom Hardy como Bane, Marion Cotillard como Miranda Tate y Morgan Freeman como Lucius Fox.
- 2016: Batman v Superman: Dawn of Justice. El 20 de julio de 2013, Zack Snyder reveló que la secuela de su película El hombre de acero contará tanto con Superman como con Batman. El 22 de agosto del mismo año, Warner Bros. anunció que Ben Affleck interpretaría a Batman en la película. Henry Cavill como Superman y Ben Affleck como Batman.[1][2]
- 2016: Suicide Squad. Ben Affleck interpretó nuevamente a Batman en flashbacks y en la escena poscréditos, Jared Leto interpretó a The Joker en flashbacks y como personaje secundario, dirigida por David Ayer.
- 2017: Justice League. Ben Affleck interpretó nuevamente a Batman en esta siguiente película dirigida por Joss Whedon reemplazando a Zack Snyder.
- 2019: Joker. Dante Pereira-Olson interpretó a un joven Bruce Wayne y Joaquín Phoenix a Arthur Fleck / The Joker en la película dirigida por Todd Phillips.
- 2021: Zack Snyder's Justice League. Ben Affleck reinterpretó a Batman en la versión original de Zack Snyder.
- 2022: The Batman, dirigida por Matt Reeves; protagonizada por Robert Pattinson como Batman, Zoë Kravitz como Selina Kyle / Catwoman, Paul Dano como Riddler, Andy Serkis como Alfred Pennyworth.
- 2023: The Flash. Ben Affleck volverá a interpretar nuevamente a Batman del DCEU, al igual que Michael Keaton con su versión de Batman de las películas de Tim Burton, Batman (1989) y Batman Returns (1992) en la película de Barry Allen / Flash, dirigida por Andy Muschietti.
- 2023: Batgirl. Estaba previsto que Michael Keaton regresara como su versión de Batman de Batman (1989), Batman Returns (1992), y como mentor de Barbara Gordon / Batgirl interpretada por Leslie Grace y dirigida por Adil el Arbi y Bilall Fallah pero la película fue finalmente concelada en la fase de posproducción.

## Radio
Comenzando en marzo de 1945, Batman y Robin aparecieron regularmente en el radioteatro The Adventures of Superman en Mutual Broadcasting System. Se hicieron esfuerzos para lanzar una serie de radio de Batman en 1943 y otra vez en 1950, pero no llegó a buen puerto.
En 1989, un radioteatro original, Batman: The Lazarus Syndrome, fue producida por Dirk Maggs en BBC Radio 4.
Una segunda producción de Maggs se transmitió en BBC Radio 1 en 1994, esta vez adaptando la línea argumental del cómic La caída del murciélago. Fue adaptada, producida y dirigida por Maggs —con música compuesta por Mark Russell— que también había hecho Superman: Doomsday & Beyond en BBC Radio 5. Sin embargo, esta serie no fue transmitida por su cuenta, sino en episodios de tres minutos en el Mark Goodier Show. Esto significa que estaba escrito con un sentido de inmediatez; debiendo causar un efecto instantáneo, cada segmento de tres minutos tiene una trama más desarrollada o efectos de sonido de acrobacias y finales en suspenso. DC reconoció el esfuerzo en el número Shadow of the Bat mostrando a villanos saltar pasando un letrero que dice "Dirk Maggs Radio". Michael Gough repitió el papel de Alfred de la serie de películas Burton/Schumacher.

## Televisión

### Acción en vivo
- 1966-1968: Batman, protagonizada por Adam West y Burt Ward como Bruce Wayne/Batman y Dick Grayson/Robin, respectivamente.
- 1972: Anuncio del servicio público de igualdad de salarios con Dick Gautier como Batman, Burt Ward como Robin e Yvonne Craig como Batichica.
- 1979: Legends of the Superheroes por Hanna Barbera, con West y Ward como Batman y Robin.
- 2001: Comerciales de OnStar con Bruce Thomas como Batman y Michael Gough como Alfred, y siguió el estilo visual de la serie de películas Burton/Schumacher.
- 2002: Birds of Prey, serie de televisión que mostró a Batman en el primer episodio, Bruce Thomas repite su papel como Batman.
- 2011: Smallville, donde Chloe Sullivan hace referencias veladas tanto a Batman como a la Mujer Maravilla.
- 2014: The Flash, donde se hacen referencias a Wayne Tech, propiedad del multimillonario Bruce Wayne (alias Batman), en un artículo de noticias de Central City Citizen detallando su unión con una compañía rival, propiedad de Oliver Queen (alias Flecha Verde) en el año 2024. El productor ejecutivo de Arrow, Marc Guggenheim, ha hablado sobre tener a Batman en la serie.[3]

Batman
La serie se estrenó el 12 de enero de 1966 en ABC y finalizó el 14 de marzo de 1968 protagonizada por Adam West como Bruce Wayne / Batman y Burt Ward como Dick Grayson / Robin. West y Ward luego retoman sus papeles en Legends of the Superheroes (1979).
Gotham
La serie se estrenó el 22 de septiembre de 2014 en FOX y terminó el 25 de abril de 2019 protagonizada por David Mazouz como un joven Bruce Wayne. La serie muestra al joven Bruce Wayne tras la muerte de sus padres. Además, Bruce tiene 12 años cuando mueren sus padres, a diferencia de su edad tradicional de 7 u 8 años. Cuando la serie llegó a su final, el actor de acrobacias Mikhail Mudrik actuó como actor físico para Wayne, ya que Mazouz todavía no medía 6 pies 4, la preferencia de altura de los showrunners para su Batman. Mazouz pudo usar el Batitraje en la toma final con el ayuda de la perspectiva forzada. También prestó su voz a todas las escenas en las que Batman habla en el último episodio.
Titanes
Batman se menciona varias veces en la serie. Se le mostró de espaldas en el episodio «Origins» y fue su voz fue interpretada por un actor no acreditado. Batman aparece en el final de la primera temporada en una secuencia de sueños creada por Trigon donde comenzó a matar a sus enemigos, lo que provocó que Dick acabara con la vida de Batman. Los dobles de acrobacias Alain Moussi y Maxim Savarias interpretan a Batman en esa aparición. El alter ego de Batman, Bruce, hace su aparición completa en la segunda temporada, interpretado por Iain Glen. Dick visita a Bruce después de la derrota de Trigon, lo que le permite a Dick reiniciar a los Titanes con la condición de que Robin II sea miembro. En su episodio homónimo, Bruce aparece en las alucinaciones de Dick sobre la culpa que sintió después de una pelea desastrosa con Deathstroke. En el episodio «E.L._.O.», Starfire, Raven, Donna Troy y Dove son atraídos al Elko Diner por Bruce en un esfuerzo por reunir al equipo después de que Dick fue encarcelado en el Centro Correccional del Condado de Kane. En el episodio «Nightwing», Bruce Wayne asiste al funeral de Donna en Torre Titanes. Cuando Starfire agradece a Bruce por reunirlos, Bruce no tenía conocimiento de haber ido a Elko y afirmó que lo confundieron con otra persona.
Batwoman
Bruce Wayne aparece brevemente en la portada de una revista en el final de la primera temporada de Batwoman de The CW, interpretado por Warren Christie. El personaje Thomas Elliot se hace pasar por Wayne en el episodio inicial de la segunda temporada antes de ser descubierto y desenmascarado a la fuerza por Ryan Wilder. En el episodio «Armed and Dangerous», una manifestación subconsciente de Bruce Wayne apareció ante Luke Fox después de que Russell Tavaroff le disparó en el episodio anterior que dejó a Luke en coma. Bruce le dio a Luke la opción de vivir o morir. Después de ser purgada de "Circe" en el final de la segunda temporada, Kate deja Gotham City con planes para encontrar a Bruce.
Una versión alternativa del universo de Batman es interpretada por Kevin Conroy en el especial Crisis on Infinite Earths.
Gotham Knights

Los escritores y productores de Batwoman, Natalie Abrams, Chad Fiveash y James Stoteraux, están desarrollando una serie de televisión de acción en vivo de Gotham Knights para The CW y Berlanti Productions.

### Animado
- 1968-69: The Batman/Superman Hour, producida por Filmation; mostró a Batman en segmentos de Batman with Robin the Boy Wonder. Los segmentos de Batman fueron reunidos como The Adventures of Batman y Batman with Robin the Boy Wonder. En este dibujo animado, la voz de Batman es prestada por Olan Soule.
- 1970: Batman aparece en tres cortos educativos animados como parte de la primera temporada de Plaza Sésamo. Olan Soule repite su papel como Batman.
- 1972: Las nuevas películas de Scooby-Doo, producida por Hanna-Barbera; Batman y Robin aparecieron en los episodios The Dynamic Scooby-Doo Affair (16 de septiembre de 1972) y The Caped Crusader Caper (16 de diciembre de 1972), donde Olan Soule repite su papel como el hombre murciélago.
- 1973-86: Varias series de Súper amigos producidas por Hanna-Barbera; Olan Soule repite nuevamente su papel como Batman en todas excepto por las últimas dos series, donde es reemplazado por Adam West.
  - 1973-74: Súper amigos
  - 1977-78: The All-New Super Friends Houra
  - 1978-79: Challenge of the Super Friends
  - 1979-80: The World's Greatest Super Friends
  - 1980-83: Súper amigos
  - 1984-85: Super Friends: The Legendary Super Powers Show
  - 1985-86: The Super Powers Team: Galactic Guardians
- 1977-78: The New Adventures of Batman, producida por Filmation; mientras Súper amigos, de Hanna-Barbera, se transmitió en la ABC, Adam West y Burt Ward —como Robin— pusieron su voz a sus papeles de acción en vivo anteriores para este dibujo animado de la CBS; más tarde se retransmitió como parte de The Batman/Tarzan Adventure Hour (los segmentos de Tarzán también habían sido previamente vistos en su propia serie).
- 1992-2006: El universo animado de DC producido por Warner Bros. Animation; la voz de Batman la hace Kevin Conroy en todas las apariciones.
  - 1992-95: Batman: la serie animada; la primera serie del UADC.
  - 1997-99: Superman: la serie animada; Batman es la estrella invitada en World's Finest, Knight's Time y The Demon Reborn.
  - 1997-99: Las nuevas aventuras de Batman; una continuación de Batman: la serie animada.
  - 1999-2001: Batman del futuro; un Batman anciano que le pasa la capa de Batman al adolescente Terry McGinnis (con la voz de Will Friedle).
  - 2001: El Proyecto Zeta; el futuro Batman es la estrella invitada en el episodio Shadows.
  - 2001-04: Liga de la Justicia; el Batman original se convierte en uno de los miembros fundadores de la Liga. Esta serie no incluye a Robin. Se implica una relación romántica con la Mujer Maravilla.
  - 2002-04: Static Shock; Batman es la estrella invitada en The Big Leagues, Hard as Nails, A League of Their Own y Future Shock.
  - 2004-06: Liga de la Justicia Ilimitada; una continuación de Liga de la Justicia. Como su predecesora, no incluye a Robin y se implica una relación romántica Batman-Mujer Maravilla.
- 1997: Aparece en el episodio de Animaniacs Boo Wonder; Adam West repite su papel como el hombre murciélago.
- 2004: Los jóvenes titanes; aparece su silueta en el episodio Cacería, en una escena retrospectiva.
- 2004-08: The Batman; en esta serie, Bruce Wayne es un joven que combate el crimen en solo su tercer año como Batman. Su voz es prestada por Rino Romano.
- 2005-06: En Krypto, el superperro, Batman mismo no hace apariciones, pero su perro mascota Ace, el Bati-sabueso sí, aunque Ace prefiere llamarse el "compañero de Batman", en vez de su mascota.
- 2008-11: Batman: The Brave and the Bold; basada en parte a la serie de cómics del mismo nombre, la serie une a Batman con varios otros superhéroes de DC Comics.
- 2010-13: Young Justice; la serie animada de Justicia Joven cuenta con los miembros de la Liga de la Justicia, así como Batman con la voz de Bruce Greenwood, que desempeña el papel en la película animada Batman: Under The Red Hood.[6]
- 2012: MAD; cuando sus compañeros héroes se sienten menospreciados, ellos les piden a Superman, Batman y la Mujer Maravilla ser llamados "Súper amigos".
- 2012: El corto New Teen Titans, Red X Unmasked; un cameo como una de las personas bajo la máscara de Red X y dice su famosa frase de Batman: la serie animada: "Yo soy venganza, yo soy la noche, yo soy," pero su máscara se sale antes de poder decir su nombre; Kevin Michael Richardson hace su voz.
- 2013: Teen Titans Go!; Batman hace cameos sin líneas en los episodios La larva de amor, Noche de chicas, Libros, Asistente, Slumber Party, Thanksgiving y Real Boy Adventures.
- 2013: Beware the Batman; una serie animada con CGI que cuenta con Katana como asistente de Batman.[7] Su voz es prestada por Anthony Ruivivar.
- 2016-18: Justice League Action; Batman aparece como uno de los tres personajes principales del programa, con Kevin Conroy retomando su papel.[8] Tiene garras en los guantes en un intento de parecer más delgado que la mayoría de las otras encarnaciones del personaje. Tara Strong expresa su yo infantil.
- 2019: Unikitty!; La encarnación de Batman en The Lego Movie aparece en el episodio BatKitty con Will Arnett retomando su papel.
- 2019-: DC Super Hero Girls; Batman hace apariciones ocasionales en la serie. Tiene su voz por Keith Ferguson.
- 2019-: Harley Quinn; Batman aparece en esta serie animada de DC Universe basada en Harley Quinn, con Diedrich Bader retomando su papel.
- 2019: Scooby-Doo y ¿quién crees tú?; Por quinta vez, el mejor detective del mundo se unirá a Mystery Inc. en el final de temporada de la serie, con Conroy una vez más dando su voz.
- 2019: Young Justice: Outsiders; Una continuación de Young Justice, se centra en los eventos que tienen lugar directamente después de Young Justice.

## Películas animadas

### Con Batman
- 1993: La máscara del fantasma, establecida en la continuidad de Batman: la serie animada, con Kevin Conroy dándole la voz a Batman.
- 1998: SubZero, establecida en la continuidad de Batman: la serie animada, con Kevin Conroy dándole la voz a Batman.
- 2000: Return of the Joker, establecido en la continuidad de Batman del futuro, con Will Friedle y Kevin Conroy dándole la voz a Batman.
- 2003: El misterio de Batimujer, establecido en la continuidad de Las nuevas aventuras de Batman, con Kevin Conroy dándole la voz a Batman.
- 2005: The Batman vs. Drácula,  establecido en la continuidad de The Batman, con Rino Romano dándole la voz a Batman.
- 2010: Batman: Under The Red Hood,  una adaptación de Batman: bajo la capucha, con Bruce Greenwood dándole la voz a Batman.
- 2011: Batman: año uno,  una adaptación de Batman: año uno, con Benjamin McKenzie dándole la voz a Batman.
- 2012: The Dark Knight Returns - Part 1,  una adaptación de la primera mitad de The Dark Knight Returns, con Peter Weller dándole la voz a Batman.
- 2013: The Dark Knight Returns - Part 2,  una adaptación de la segunda mitad de The Dark Knight Returns, con Peter Weller dándole la voz a Batman.
- 2013: LEGO Batman: The Movie - DC Super Heroes Unite,  una adaptación de Lego Batman 2: DC Super Heroes, con Troy Baker dándole la voz a Batman.
- 2014: Son of Batman, una vaga adaptación de Batman and Son, con Jason O'Mara dándole la voz a Batman.
- 2014: Assault on Arkham, establecida en la continuidad de Batman: Arkham, con Kevin Conroy dándole la voz a Batman.
- 2015: Batman vs. Robin, una vaga adaptación de Court of Owls, con Jason O'Mara dándole la voz a Batman.
- 2016: Batman: The Killing Joke, una adaptación de Batman: The Killing Joke, con Kevin Conroy como Batman.
- 2016: Batman: Return of the Caped Crusaders, una película animada basada en la serie de televisión contemporánea Batman; protagonizada por Adam West como Batman, Burt Ward como Robin y Julie Newmar como Catwoman.
- 2017: Batman y Harley Quinn, una película animada original al estilo de Batman: The Animated Series, con Kevin Conroy como Batman.
- 2017: Batman vs. Two-Face, una película animada basada en la serie de televisión Batman de los años 60; protagonizada por Adam West como Batman.
- 2018: Batman Ninja, una película animada en la cual Batman viaje a Japón en el tiempo, con otros personajes de la serie original.
- 2019: Batman: Hush, una película animada basada en el arco de la historia del cómic Batman: Hush, con Jason O'Mara como Batman.
- 2020: Batman: Death in the Family, con Bruce Greenwood retomando su papel.
- 2021: Batman: Soul of the Dragon, una historia original con David Giuntoli como Batman.
- 2021: Batman: The Long Halloween - Parte 1 y 2, con Troy Baker retomando su papel.

### Con otros héroes
- 2008: Justice League: The New Frontier, basado en el cómic del mismo nombre, con Jeremy Sisto dándole la voz a Batman.
- 2009: Superman/Batman: Enemigos Públicos, basado en el cómic del mismo nombre, con Kevin Conroy dándole la voz a Batman.
- 2010: Justice League: Crisis on Two Earths, una vaga adaptación de varios cómics de DC, con William Baldwin dándole la voz a Batman.
- 2010: Superman/Batman: Apocalypse, basado en Superman/Batman: The Supergirl from Krypton, con Kevin Conroy dándole la voz a Batman.
- 2010: DC Super Friends, basado en la línea de juguetes de Fisher-Price, con Daran Norris dándole la voz a Batman.
- 2012: Justice League: Doom, basado en JLA: Torre de Babel, con Kevin Conroy dándole la voz a Batman.
- 2013: Justice League: The Flashpoint Paradox, basado en Flashpoint, con Kevin McKidd y Kevin Conroy dándole la voz a Batman.
- 2014: JLA Adventures: Trapped In Time, una historia original, con Diedrich Bader dándole la voz a Batman.
- 2014: Justice League: War, basado en Justice League: Origin, con Jason O'Mara dándole la voz a Batman.
- 2014: El especial de televisión animado Lego DC Comics: Batman Be-Leaguered, con Troy Baker repitiendo su papel como Batman de los videojuegos de Lego.
- 2015: Justice League: Throne of Atlantis, basado en Throne of Atlantis, con Jason O'Mara dándole la voz a Batman.
- 2015: Lego DC Comics Super Heroes: Justice League vs. Bizarro League, basado en Throne of Atlantis, con Troy Baker repitiendo su papel como Batman de los videojuegos de Lego.
- 2015: Batman Unlimited: Animal Instincts, con Roger Craig Smith dándole la voz a Batman.
- 2015: Justice League: Gods and Monsters, con la voz de Michael C. Hall como Batman.
- 2016: Justice League vs. Teen Titans, con Jason O'Mara retomando su papel.
- 2017: Justice League Dark, con Jason O'Mara retomando su papel.
- 2018: Scooby-Doo! & Batman: The Brave and the Bold, con Diedrich Bader repitiendo su papel.
- 2018: Teen Titans Go! to the Movies, basado en la serie Teen Titans Go!, con Jimmy Kimmel como Batman.
- 2019: Death of Superman, con Jason O'Mara retomando su papel.
- 2019: Reign of the Supermen, con Jason O'Mara retomando su papel.
- 2019: Justice League vs. The Fatal Five, ambientada en DCAU, con Kevin Conroy retomando su papel.
- 2019: Batman vs. Teenage Mutant Ninja Turtles, con Troy Baker retomando su papel.
- 2020: Superman: Red Son, con Roger Craig Smith como Batman.
- 2020: Justice League Dark: Apokolips War, con Jason O'Mara retomando su papel.
- 2021: Injustice, con Anson Mount dando voz a Batman
- 2022: DC League of Super-Pets, con Keanu Reeves, con la voz de Batman.
- 2022: Batman and Superman: Battle of the Super Sons, con Troy Baker retomando su papel de varias películas y videojuegos de Lego DC directos a video y medios de DC.
- 2023: Legion of Super-Heroes, con Jensen Ackles retomando su papel de Batman.

### Otras
- 2008: Batman: Gotham Knight, una colección de cortos originales, con Kevin Conroy dándole la voz a Batman.
- 2014: Una versión de temática Lego de Batman aparece en The Lego Movie, con la voz de Will Arnett.

## Periódico
Desde 1943 a 1946, Batman y Robin aparecieron en una tira cómica de un periódico sindicado producida por McClure Syndicate. Otras versiones aparecieron en 1953, 1966 y 1989. La serie original está recopilada en el libro Batman: The Dailies. Otra serie de tiras cómicas más se publicó brevemente después del éxito de la película de 1989.

## Libros
Batman aparece en una novela de terror y cyberpunk John Shirley, titulada Batman: Dead White de Del Rey Books. Varias otras novelas y colecciones de historias cortas con Batman han sido publicadas a través de los años, incluyendo novelizaciones de cada una de las películas recientes (como Batman y The Dark Knight Rises) y varios otros arcos argumentales de cómics.
También hay varias más obras académicas, destinadas tanto a la historia como al arte de Batman, como Batman: The Complete History de Les Daniels o Batman Unmasked: Analysing a Cultural Icon de Will Brooker, y compilaciones como Batman: Cover to Cover - The Greatest Comic Book Covers of the Dark Knight. En 2004, The Batman Handbook: The Ultimate Training Manual, escrito por Scott Beatty, fue publicado por Quirk Books. Escrito con el mismo estilo que la serie The Worst-Case Scenario Survival Handbook, el libro explicaba las bases de cómo ser Batman. Entre las habilidades incluidas en el libro se encuentran "cómo entrenar a un compañero", "cómo ejecutar una voltereta hacia atrás", "cómo lanzar un gancho" y "cómo sobrevivir a un ataque con gas venenoso". Finalmente, hay incontables libros de stickers, para colorear, de actividades y otros libros infantiles con el caballero de la noche.

## Cómics extranjeros
- Batman: Child of Dreams de Kia Asamiya, manga.
- Batman: Death Mask de Yoshinori Natsume, manga.
- Bat-Manga!: The Secret History of Batman in Japan de Jiro Kuwata, manga.
- Batman trong Hőtữ Thần de Nguyễn Th, cómics vietnamitas.
- Batman: God of Africa, manhua.

## Sencillos novedad
Varios sencillos musicales con miembros del reparto de la serie de televisión cantando en personaje fueron lanzados en 1966: Burgess Meredith como el Pingüino en La captura y El escape, Frank Gorshin como el Acertijo en El Acertijo y Adam West como Batman en Miranda. En 1976, West realizó un par de canciones novedad, La historia de Batman y Batman y Robin, para Target Records. Todas esas seis grabaciones (sin contar el lado B de los sencillos de Gorshin y West) fueron más tarde incluidos en la compilación de 1997, Batmania: canciones inspiradas por la serie de televisión de Batman.
En 1966, Burt Ward también grabó un lanzamiento "sólo en broma" limitado con Frank Zappa llamado Te amo, Chico Maravilla.
También en 1966, el grupo novedad británico The Scaffold produjo un sencillo llamado Goodbat Nightman (letra de Roger McGough, que "ha escrito varios poemas" sobre Batman y Robin).

## Audioteatro
Luego de la popularidad de la serie de televisión de Adam West, un par de discos de larga duración fueron lanzados en 1966 con la etiqueta de Leo el León de MGM. Cada uno contenía tres dramatizaciones, incluyendo historias adaptadas de los cómics de Batman:
- The Official Adventures of Batman & Robin
  - The Legend of Batman and Robin
  - The Penguin's Plunder
  - The Joker's Revenge
- More Official Adventures of Batman & Robin
  - The Marriage of Batman and Batwoman
  - The Fake Boy Wonder
  - When Batman Became a Coward

A lo largo de la década de 1970, Batman fue el tema de un número de juegos de libro y grabación de Power Records, así como grabaciones no acompañadas por libros:
Juegos de libro y grabación de 45 rpm:
- Batman: Stacked Cards
- Batman: Robin Meets Man-Bat

Grabaciones sin cómic de 7" 331⁄3 rpm:
- Batman: If Music Be the Food of Death
- Batman: The Scarecrow's Mirage
- Batman: Catwoman's Revenge

12 juegos de libro y grabación de 331⁄3 rpm:
- Batman: Gorilla City & Mystery of the Scarecrow Corpse
- Batman (recopila Stacked Cards, The Scarecrow's Mirage, Challenge of the Catwoman, If Music Be the Food of Death)
- Batman (recopila Robin Meets Man-Bat, Gorilla City & Mystery of the Scarecrow Corpse, Catwoman's Revenge)
- A Super Hero Christmas (segmento de Batman: Christmas Carol Caper)

La miniserie de 1980, The Untold Legend of the Batman estaba disponible en una "edición de audio MPI" especial. Cada uno de los tres números estaban acompañados por una cinta de audio con una actuación del texto del número, con pistas musicales.
Como parte de su colección de superhéroes de DC, en 1982 Fisher-Price lanzó Batman: The Case of the Laughing Sphinx, una cinta de audio acompañada por un libro ilustrado de tapa dura.
En 2007, la editora de audiolibros GraphicAudio licenció las propiedades de DC Comics para adaptarlos a audioteatros. Han producido tres adaptaciones de novelas de Batman: Batman: Dead White de John Shirley, Batman: Inferno de Alex Irvine, y Batman: The Stone King de Alan Grant. Batman también aparece como un miembro del reparto en las adaptaciones de GraphicAudio de Crisis on Infinite Earths, Crisis infinita y JLA: Exterminators.

## Videojuegos
Varios videojuegos de Batman fueron creados:
- Batman (1986) para ZX Spectrum, MSX y Amstrad PCW; ahora conocido como Batman 3D.
- Batman: The Caped Crusader (1988) para varias plataformas de 8 bits y 16 bits.
- Batman (1989) para Sega Mega Drive, Nintendo Entertainment System, Atari Lynx, Commodore Amiga, ZX Spectrum y otras plataformas. En octubre de 1989, la Amiga 500 fue incluida en un paquete con este juego como parte del Batman Pack,[11] que fue vendido en el Reino Unido y fue un éxito fenomenal.
- Batman: Return of the Joker (1991) para Nintendo Entertainment System y Game Boy.
- Batman Returns (1993) para Nintendo Entertainment System, Super Nintendo Entertainment System, Sega Mega Drive, Sega Mega-CD, Sega Game Gear y Atari Lynx.
- Batman: la serie animada (1993) para Game Boy.
- Batman & Robin: The Animated Series (1993) para Game Gear.
- The Adventures of Batman & Robin (1994) para Super NES, Sega Mega Drive, Sega CD y Sega Game Gear.
- Batman Forever (1996) para Super NES, Game Boy, Sega Mega Drive y Sega Game Gear.
- Batman Forever: The Arcade Game (1996) para Arcade, PlayStation y Sega Saturn.
- Batman y Robin (1997) para Tiger Game.com y PlayStation.
- Batman Beyond: Return of the Joker (2000) para Nintendo 64 y PlayStation.
- Batman: Chaos in Gotham (2001) para Game Boy Color.
- Batman: Gotham City Racer (2001), un juego de carreras para PlayStation.
- Batman: Vengeance (2001) para Nintendo GameCube, PlayStation 2, PC, Game Boy Advance y Xbox.
- Batman: Dark Tomorrow (2003) para Xbox y Nintendo GameCube.
- Batman: Rise of Sin Tzu (2004) para PlayStation 2, Xbox, Nintendo GameCube y Game Boy Advance.
- Batman Begins (2005) para PlayStation 2, Xbox, Nintendo GameCube y Game Boy Advance.
- Lego Batman: el videojuego (2008), un videojuego del estilo de Lego Star Wars basado en la línea de juguetes de Lego Batman[n. 1] (voces de Steven Blum).
- Batman: Arkham Asylum (2009) para Xbox 360, PlayStation 3, y Windows PC. Cuenta con Kevin Conroy como Batman.
- Batman: The Brave and the Bold para Wii y Nintendo DS. Basado en la serie de televisión del mismo nombre. Diedrich Bader le da la voz a Batman.
- Batman: Arkham City (2011) para Xbox 360, PlayStation 3, Windows PC y Wii U. La secuela de Batman: Arkham Asylum. Kevin Conroy repite su papel de Batman.
- Batman: Arkham City Lockdown (2011), spin-off de Arkham City.
- Lego Batman 2: DC Super Heroes (2012), secuela de Lego Batman: el videojuego. Troy Baker le da la voz a Batman.
- Gotham City Impostors (2012), un juego multijugador de disparos en primera persona descargable a través de PlayStation Network, Xbox Live Arcade y Games for Windows Live; un juego de "partida a muerte por equipos", con un equipo vestido como Batman y otro vestido como el Guasón.
- Injustice: Gods Among Us (2013) para Xbox 360, Xbox One, PlayStation 3, PlayStation 4, Wii U y Windows PC. Un juego de lucha con varios superhéroes de DC. La voz de Batman es nuevamente prestada por Kevin Conroy.
- Batman: Arkham Origins (2013) para Xbox 360, PlayStation 3, Windows PC y Wii U. Precuela de Arkham Asylum y Arkham City, Roger Craig Smith le da la voz a Batman.
- Batman: Arkham Origins Blackgate (2013) para Nintendo 3DS y PlayStation Vita. Set  de juegos de plataforma 2.5D entre Arkham Origins y Arkham Asylum.
- Lego Batman 3: Beyond Gotham (2014), la secuela de Lego Batman 2: DC Super Heroes. Troy Baker repite su papel de Batman.
- Batman: Arkham Knight (2015), la secuela de Arkham City y el último juego de la serie Arkham. Será lanzado para Xbox One, PlayStation 4 y Microsoft Windows.[12] Kevin Conroy prestará nuevamente la voz a Batman.[13]

Batman aparece en el juego de lucha de Super Nintendo Justice League Task Force, un par de juegos de la Liga de la Justicia para Game Boy Advance, y un juego de arcade basado en la película de Tim Burton. Aparece en el juego Justice League Heroes para PS2, Xbox y PSP y ha aparecido en el crossover Mortal Kombat vs. DC Universe. Batman también ha aparecido como un personaje no jugador en el videojuego de rol multijugador masivo en línea DC Universe Online. Él es uno de los tres "mentores" disponibles para el jugador, y elegirlo como mentor abrirá tanto una línea argumental como misiones exclusivas. Batman puede desbloquearse para usarlo en partidas jugador contra jugador con dos apariencias disponibles: el Batman normal o el Batman del futuro, usando una armadura gris blindada en vez de un traje, y un casco en vez de solo una máscara.
The Revenge of Shinobi cuenta con un Batman no autorizado como un jefe. El juego de 8 bits de Nintendo Entertainment System Final Fantasy cuenta con "Badman", un personaje con un gran parecido con Batman, como uno de los enemigos del área final.

## Teatro musical
Mientras una parodia de un musical de Batman fue presentado en uno de los cómics de series más recientes, en 2002, Jim Steinman, David Ives y Tim Burton había trabajado en una producción teatral llamada Batman: el musical, aunque fue finalmente cancelada. Steinman ha revelado cinco canciones del musical. La primera es el tema de apertura para «Gotham City» y la entrada de Batman con su tormentoso solo «The Grabeyard Shift»; seguido por «The Joker's Song (Where Does He Get All Those Wonderful Toys?)», «The Catwoman's Song (I Need All The Love I Can Get)», «We're Still The Children We Once Were» —la secuencia climática— e «In the Land of the Pig the Butcher Is King», cantada por los chupasangres corruptos gobernando Gótica, un cover del álbum de Meat Loaf Bat Out of Hell III: The Monster Is Loose. Estas canciones pueden escucharse en el sitio conmemorativo de Batman: el musical, Dark Knight of the Soul.
También se parodia un musical de Batman en la serie animada Batman del futuro. El episodio Regreso del pasado comienza con Bruce Wayne y Terry McGinnis asistiendo a una función de —un ficticio— Batman: el musical, con caricaturas de miembros prominentes de la galería de villanos (el Guasón, el Pingüino, Dos Caras, Gatúbela, Hiedra Venenosa y Harley Quinn). El creador de la serie Paul Dini, que escribió el episodio en cuestión, también escribió una canción para el musical ficticio titulado Superstitious and Cowardly Lot.
Un episodio del show de comedia MADtv también mostró una parodia de Batman: el musical llamada Batman V: fuera de la cueva, protagonizada por Tommy Tune como Batman y Ben Vereen como Robin.
Un espectáculo en vivo también fue creado, llamado Batman Live: World Tour. El show es una fusión única de teatro, magia, acrobacias y proyección digital de acción en vivo, además de música de un coro y una orquesta de 85 piezas. El tour comenzó en Manchester, Reino Unido en el verano de 2011 y está situado en espacios turísticos a lo largo del Reino Unido y Europa antes de llegar a Norteamérica para el verano de 2012.
En 2002, el grupo teatral de Internet StarKid Productions creó un musical titulado Holy Musical B@man!, que salió en YouTube el 13 de abril. Fue realizado en Chicago del 16 al 25 de marzo, y debido a leyes de derechos de autor, los boletos fueron gratis. Batman es interpretado por Joseph Walker.

## Juegos, figuras de acción y otros juguetes
Cientos de figuras de acción de Batman, modelos fundidos a presión, y otros artículos han sido lanzados. Varias compañías han adquirido los derechos para hacer mercadotecnia de Batman, entre ellas:
- Ideal — Captain Action
- Mego — Figuras de acción y muñecas
- Corgi — Vehículos de metal fundidos a presión
- Remco — Sets de juegos y juguetes de rol
- Toy Biz — Figuras de acción
- Ertl — figuras fundidas a presión, vehículos y modelos a escala
- Applause — Figuras de PVC y muñecas
- Hasbro — Figuras de acción
- Monogram — Muñecos cabeza de globo
- Mattel — Figuras de acción y rompecabezas
- Lego — ladrillos de construcción y minifiguras.

Batman ha aparecido como una figura de HeroClix junto con otros personajes de Batman en los siguientes sets de Figuarts:
- Hipertiempo
- Cosmic Justice
- Unleashed
- Legacy
- Icons

Para abril de 2006, Lego introdujo una línea de Batman que también incluye personajes como el Cuasón y Dos Caras, en la American International Toy Fair.

## Estampillas
En 2006, el Servicio Postal de los Estados Unidos (USPS) lanzó una planilla de 20 estampillas de superhéroes de DC Comics, que incluían una estampilla de Batman.
Para celebrar el 75° aniversario de Batman, el USPS lanzó una serie de estampillas de edición limitada el 9 de octubre de 2014. Se representaron cuatro versiones del superhéroe de las cuatro era de la historia de los cómics: dorada, plateada, de bronce y moderna. Además, incluía cuatro versiones de la Bati-señal.

## Atracciones de parques temáticos

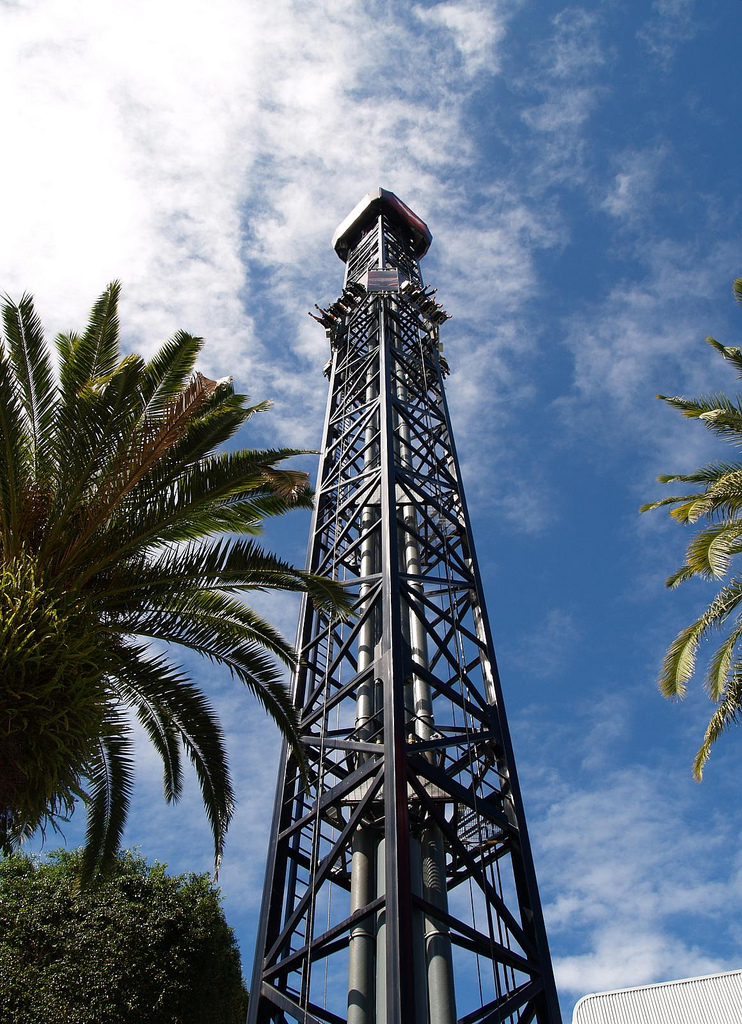
La torre de Batwing Spaceshot tiene 61 m de alto.

Varios parques temáticos de Six Flags, antes propiedad de Warner Bros., abrieron "shows de acrobacias de Batman" de acción en vivo a medida que la popularidad de las películas aumentaba. El ahora cerrado Six Flags Astroworld en Houston, Texas albergó una montaña rusa conocida como Batman: The Escape. Six Flags Over Texas en Arlington, Texas alberga dos montañas rusas llamadas Mr. Freeze (montaña rusa) y Batman: The Ride. Six Flags México en Ciudad de México, México también tiene una montaña rusa serpenteante suspendida llamada Batman: The Ride (Six Flags St. Louis tiene la misma, como también Six Flags Great America en Gurnee) así como montañas rusas gemelas llamadas Batman y Robin: The Chiller. En la última atracción, los pasajeros pueden en la versión de Batman o de Robin de la montaña. Pero desafortunadamente, después del fin de la temporada de 2007, la atracción fue eliminada después de una larga serie de dificultades técnicas y ocasionalmente derribos. Six Flags Over Georgia contiene un área de Ciudad Gótica con la misma Batman: The Ride y también tiene una montaña rusa serpenteante llamada The Mindbender que fue adaptada para coincidir con el color del Acertijo después de que Batman Forever se estrenó, para encajar con la sección de Gótica que el parque comparte con Batman: The Ride. Six Flags Magic Mountain en Valencia, California tiene dos montañas rusas con temas de Batman, la montaña suspendida Batman: The Ride, y The Riddler's Revenge, una montaña de pie. Este parque de Six Flags también cuenta con una completa área temática llamada "Ciudad Gótica" llena de la arquitectura para coincidir con la de Ciudad Gótica. Warner Bros. Movie World en Gold Coast, Australia, también tiene dos atracciones con temática de Batman. Batman Adventure: The Ride, renovada en 2001, es un simulador de movimiento, mientras Batwing Spaceshot es una montaña vertical en caída libre.
En 2008, The Dark Knight Coaster se abrió en Six Flags Great Adventure y Six Flags Great America. Basada en la película The Dark Knight, son montañas rusas Wild Mouse, en un espacio cerrado, llena de temática, y le da a los pasajeros la sensación de que están siendo acechados por el Guasón. Six Flags New England originalmente iba a recibir esta montaña rusa; sin embargo, debido a problemas con las licencias de construcción, el parque canceló el proyecto y luego envió la montaña rusa a Six Flags México.